# Loch na Làthaich
Loch na Làthaich är en vik i Storbritannien.   Den ligger i kommunen Argyll and Bute och riksdelen Skottland, i den nordvästra delen av landet, 700 km nordväst om huvudstaden London. Loch na Làthaich ligger på ön Inner Hebrides.